# إيمي بيرسون
إيمي بيرسون (بالإنجليزية: Amy Pearson)‏ هي مغنية مؤلفة ومغنية بريطانية، ولدت في 19 يوليو 1985.

## وصلات خارجية
- الموقع الرسمي
- إيمي بيرسون على موقع ميوزك برينز (الإنجليزية)
- إيمي بيرسون على موقع ديسكوغز (الإنجليزية)